# Logar
Logar (persiska: لوگَر; pashto: لوګر) är en av Afghanistans 34 provinser (wilayat). Provinshuvudstad är Pol-e Alam. Den ligger i den östra delen av landet, 60 km söder om huvudstaden Kabul. Antalet invånare är 373 100. Större orter i Logar är Baraki Barak och Pol-e Alam. Majoriteten av befolkningen är pashtuner, och tadzjiker och hazarer utgör minoritetsgrupper i provinsen.

## Administrativ indelning
Provinsen är indelad i sju distrikt.
- Azra
- Baraki Barak
- Charkh
- Kharwar
- Khoshi
- Mohamad Agha
- Pol-e Alam